# Edad del Hierro
La Edad del Hierro es el periodo en el cual se descubre y populariza el uso del hierro como material para fabricar armas y herramientas necesarias para el uso cotidiano. En algunas sociedades antiguas, las tecnologías metalúrgicas necesarias para poder trabajar el hierro aparecieron en forma simultánea con otros cambios tecnológicos y culturales incluyendo muchas veces cambios en la agricultura, las creencias religiosas y los estilos artísticos aunque este no ha sido siempre el caso.
La Edad del Hierro es el último de los tres principales períodos en el sistema de las Tres edades, utilizado para clasificar las sociedades prehistóricas, siendo precedido por la Edad del Bronce, así mismo la fecha de su aparición, duración y contexto varía según la región estudiada. La primera aparición conocida de sociedades con el nivel cultural y tecnológico correspondiente a la Edad del Hierro se da en el siglo XII a. C. en varios lugares:
- En el antiguo Oriente Próximo.
- En la antigua India (con la civilización védica, en la época previa a la composición del Rig-veda).
- En la Europa mediterránea, durante la Edad Oscura griega, que abarca desde el colapso del mundo micénico (entre 1200-1100 a. C.) hasta la época arcaica griega (siglo VIII a. C.).
- En  Europa central hasta el siglo VIII a. C. y en el norte de Europa hasta el siglo VI a. C.
- En África el primer exponente conocido del uso del hierro mediante fundición y forja se da en la cultura Nok, en la actual Nigeria, hacia el siglo XI a. C.[1][2]  Empero, por la limitadísima difusión de dicha tecnología en el África durante los siglos subsiguintes, Oliver y Fagan estiman que la Edad del Hierro se prolonga en África del 500 a. C. al 1400 d. C.[3]

La Edad del Hierro también acabó en periodos distintos dependiendo de la región:
- En la zona del mar Mediterráneo, con el inicio de la tradición histórica durante el periodo helenístico y el Imperio romano.
- En la India, con la llegada del budismo y el jainismo (siglo VII a. C.).
- En China, con el inicio del confucianismo.
- En el norte de Europa se mantuvo hasta la Alta Edad Media.

La Edad del Hierro se dio aproximadamente cuando su producción se constituyó en la forma más sofisticada de la metalurgia. Si bien requiere una alta temperatura de fusión, su dureza y la abundancia de fuentes de mineral de hierro lo convirtieron en un material mucho más deseable y fácil de obtener que el bronce, lo que contribuyó de forma decisiva a su adopción como el metal más usado.
Se cree que nunca hubo una Edad del Hierro propiamente dicha en América y Australasia, y que en estas regiones las tecnologías para trabajarlo fueron introducidas por la colonización europea, aunque en Sudamérica se haya encontrado una maza de aleación de plomo, hierro, cobre y zinc.
.
| Cronología aproximada del sistema de tres edades para el antiguo Cercano Oriente. |

## Teorías

### Llegada del hierro a Europa

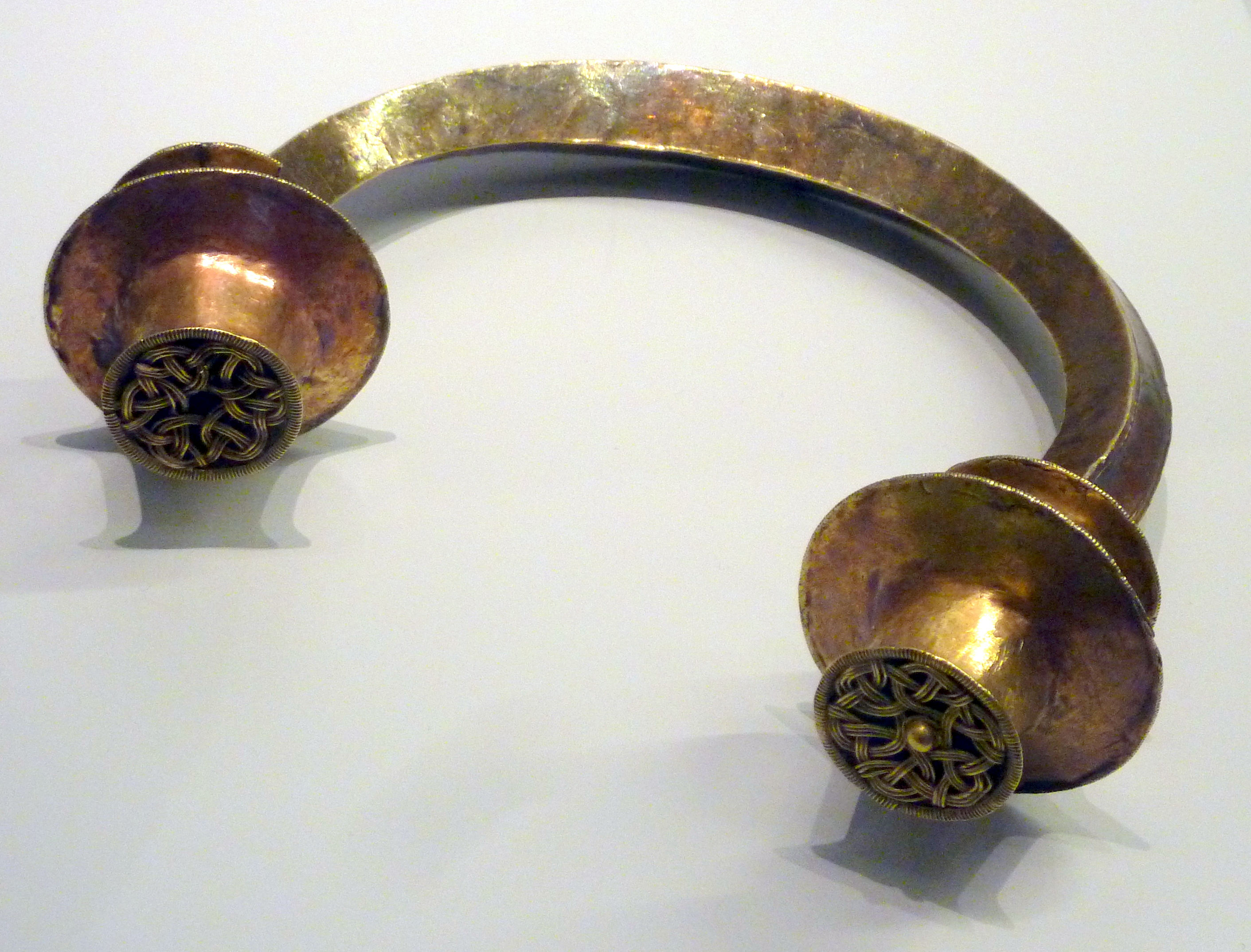
Torque de Foxados, exhibición de la Edad del Hierro en el Museo de Pontevedra

En Europa los primeros objetos se obtuvieron por forjado, no se sabe si se los fundía o se añadía carbono, aspectos ya conocidos por los hititas. Diferentes fragmentos de hierro y puñales se han encontrado vallados en Suecia, Países Bajos, Eslovaquia y Chequia (siglos XV-XI a. C.). Luego tenemos piezas más modernas como una hoja de hierro, en el norte de Europa, año 1100 a. C. y anillos de hierro en Austria, en el 1000 a. C. Posiblemente llegaron a través del comercio con los países orientales. Teniendo en cuenta esto hay dos vías de difusión: la marítima y la continental.
- La continental: su centro de difusión fue Anatolia, Siria y Chipre. El hierro se difunde a través de los Balcanes y el Cáucaso, llegando a las islas británicas en el siglo VII a. C.
- La marítima, por el Mediterráneo, en la que las colonizaciones fenicia y griega desempeñaron un papel importante. Implica especialmente a los territorios ribereños del Mediterráneo, donde se implanta más rápidamente que en las tierras del norte. A Italia llega alrededor del siglo X a. C., Calabria, y un poco más tarde a la península ibérica.[5]

### Teorías sobre la aceptación del hierro

#### Difusionismo
No hay unanimidad al respecto de estas teorías. Algunos autores, como Vere Gordon Childe, defienden que el hierro llega por invasión de gente oriental que introducen la nueva tecnología y se asientan en castros. Otros defienden un difusionismo limitado, el cual no requiere de personas foráneas, pues el factor más importante es la difusión de las técnicas. Las personas ven las ventajas del nuevo metal y por eso lo asimilan.

#### Autoctonismo
Estas teorías están bastante desacreditadas, e incluso tildadas de racistas, pues los autoctonistas defienden la importancia del factor receptor. Los nuevos elementos solo se adoptan donde dan una transformación conveniente a esta sociedad, en especial a las élites. Por ejemplo, el hierro no se aplica en la Europa templada en instrumentos de producción agrícola, pese a la gran importancia de estos elementos en la sociedad. La mayor parte del hierro ha sido utilizado para adornos. En cuanto al armamento, las armas de hierro son difíciles de encontrar y son halladas en depósitos funerarios. Son armas que duplican el estilo de las de bronce de la época, por tanto, elaboraciones locales. Según estudios de Mohee el 67 % de objetos de hierro de esta época son hierros dulces, armas con poco carbono y por ello escasamente eficaces; no eran armas prácticas.

#### La revalorización del bronce
Otros investigadores, como Geselowitz, entienden al respecto que la aparición de objetos de hierro no es por la importancia del nuevo metal sino por una revalorización del bronce. Para no perder el preciado bronce se utilizaría el hierro para enterramientos. Solo más tarde, con la conciencia de que el hierro es mejor y la perfección de su metalurgia se sustituirá al bronce y, este último, pasará a ser un elemento de adorno.

## Edad del Hierro

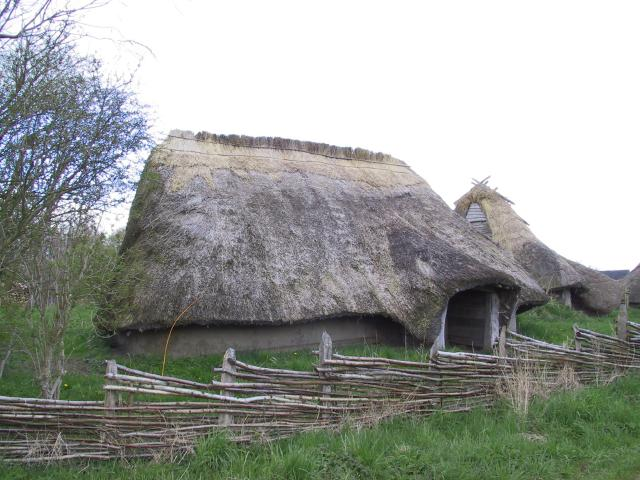
Casa danesa de la Edad del Hierro, reconstruida (Jernalderlandsbyen, Odense).

Hacia la Edad del Bronce medio, empezaron a aparecer en Anatolia, Mesopotamia, el subcontinente indio, el Levante, las costas del mar Mediterráneo y Egipto, cantidades cada vez mayores de objetos de hierro de fundición, distinguible del hierro meteórico por la ausencia de níquel. En algunos lugares, su uso parece haber sido ceremonial, y el hierro era un metal caro, mucho más que el oro. Algunas fuentes sugieren que el hierro se fabricaba en algunas partes como subproducto del proceso de obtención de cobre, y que no era obtenible por separado mediante la metalurgia de la época.
Sin embargo, en Anatolia el hierro se producía de forma sistemática a partir de una fuente de hierro meteórico, no muy lejos de vetas explotadas de otros metales durante la Edad del Bronce. De ahí surge el uso y producción más antiguos de objetos de hierro. Las recientes investigaciones arqueológicas en el valle del Ganges, en la India, descubrieron un primer uso y trabajo del hierro hacia el 1800 a. C.
Alrededor del 1200 a. C., el hierro era profusamente utilizado en Oriente Medio, pero aún no reemplazó al uso dominante del bronce durante algún tiempo. Hacia el 1200 a. C., por razones aún desconocidas para los arqueólogos, el estaño escaseó en el Levante, lo que llevó a una crisis en la producción del bronce. El cobre también parecía escasear. Varias civilizaciones "piratas" del Mediterráneo empezaron a atacar las ciudades fortificadas a partir del 1200-1100 a. C. con la intención de saquear el bronce para refundirlo y convertirlo en armas. Anatolia había sido durante mucho tiempo un gran productor de bronce, y su uso del hierro (desde el 1200 a. C. en adelante) permitió la existencia hacia el 1000 a. C. de una tecnología de armas superiores a las de bronce.
En África occidental, la producción de hierro comenzó casi en la misma época, y parece claro que fue una invención independiente y simultánea. 
Los lugares que contenían mineral de hierro desarrollaron una preeminencia en el último milenio  a. C. que mantendrían en el futuro. La tecnología militar diseñada para aprovechar el uso del hierro se originó en Asiria, quien de hecho parece que consideraba la ciudad de Troya como un puesto comercial (una cabeza de maza encontrada en 1902 en las ruinas de Troya, fechada en el 1200 a. C., es probablemente de producción asiria). En cualquier caso, el comercio de hierro entre Asiria y la ciudad independiente de Troya estaba ya bien establecido en esas fechas, y el secreto de su producción era celosamente guardado por los asirios.

## Antiguo Oriente Próximo

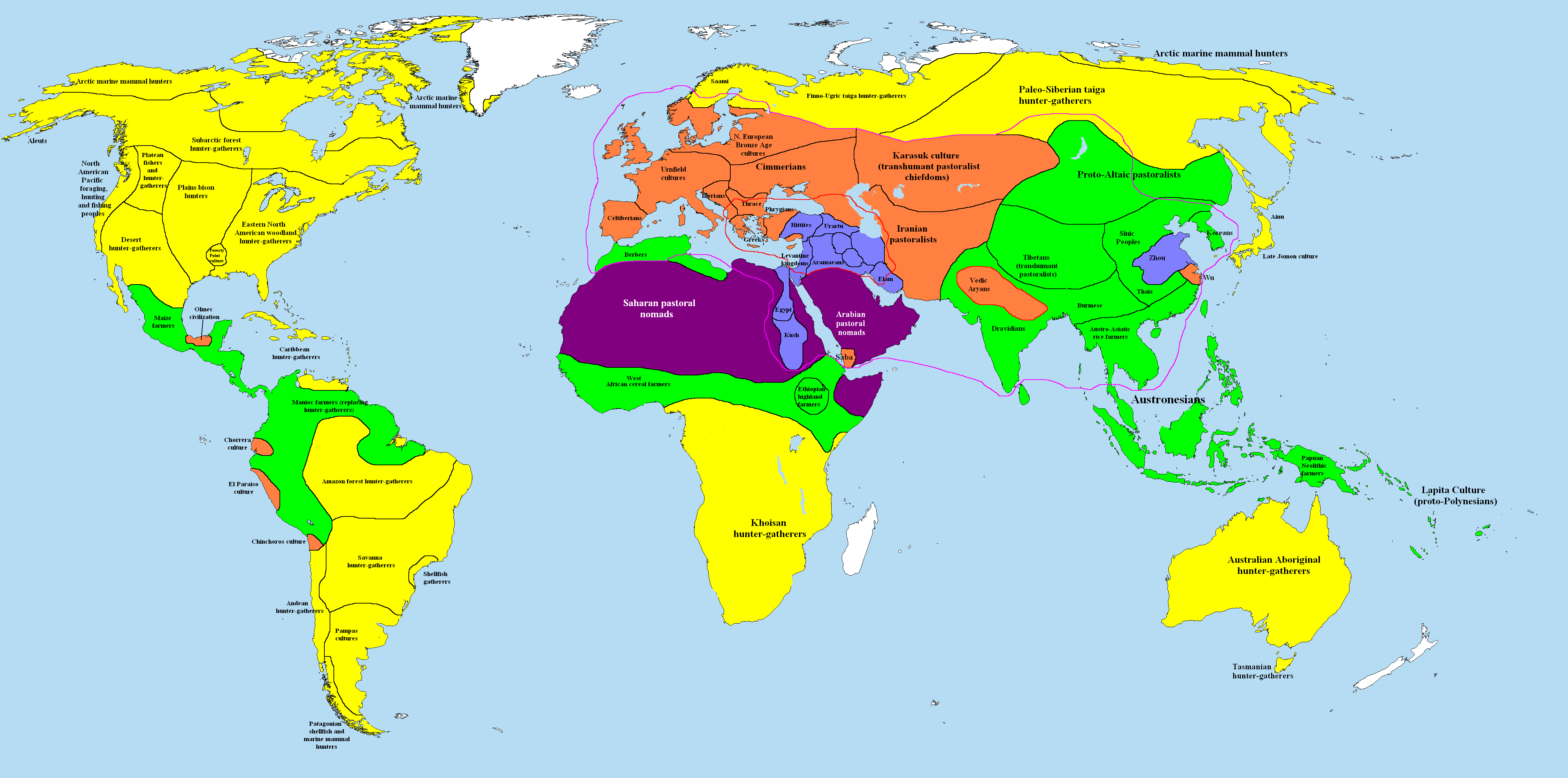
El mundo en el año 1000 a. C. Las zonas donde se practicaba la metalurgia del hierro están delimitadas por la línea roja; las áreas donde se producía bronce, por la morada.

Se considera actualmente que la Edad del Hierro en el Antiguo Oriente Medio comenzó con el descubrimiento de las técnicas de fundición y forja del hierro en Anatolia o el Cáucaso a finales del siglo XIII a. C. 
De ahí se extendió con rapidez a lo largo de Oriente Medio a medida que las armas de hierro sustituían a las de bronce a principios del primer milenio a. C. Se considera que el uso de armas de hierro por parte de los hititas fue uno de los factores más importantes en el auge de su imperio.
La tecnología del hierro se propagó al mismo tiempo por Asia y por Europa, ya que se desarrolló por primera vez cerca del Egeo. Se suele asociar a los Pueblos del Mar y los filisteos con la introducción de la tecnología del hierro en Asia, así como a los dorios por hacer lo mismo en la Grecia Antigua.
En el periodo que va del siglo XII a. C. al siglo VIII a. C., la región más rica en restos arqueológicos de hierro es el Levante mediterráneo (Siria y Canaán). El bronce era mucho más abundante entre los siglos XII y X a. C., y autores como Snodgrass sugieren que, debido a una escasez de estaño como resultado de cortes en el comercio en el Mediterráneo, las civilizaciones de la época tuvieron que buscar una alternativa al bronce. Esto parece confirmado por el hecho de que, durante un tiempo, los objetos de bronce fueron reciclados de forma extensiva, refundiendo todo tipo de objetos para producir nuevas armas, justo antes de la introducción del hierro.
También vale la pena resaltar que las primeras instancias del Imperio asirio tenían contactos comerciales con el área en la que se estaba desarrollando la nueva tecnología del hierro.

## Subcontinente indio
Excavaciones arqueológicas en la India como las de Malhar, Dadupur, Raja Nala Ka Tila y Lahuradewa, en el actual Uttar Pradesh, aportan objetos de hierro datados entre el 1800 a. C. y el 1200 a. C. Algunos académicos creen que a principios del siglo XIII a. C. ya se practicaba la fundición de hierro a gran escala en la India, lo que sugiere que la tecnología era conocida desde mucho antes.
A principios del I milenio a. C., la India vivió grandes avances en la metalurgia del hierro, ya que en este periodo, caracterizado por los asentamientos pacíficos, se llegó a una gran maestría de la misma. En la India Oriental se han descubierto los restos de un gran centro de trabajo del hierro de esa época.
En el sur de la India (el actual Mysore) se han encontrado restos de objetos de hierro de fechas tan tempranas como el siglo XI a. C. e incluso del siglo XII a. C.; estos desarrollos eran demasiado tempranos para tener alguna relación con los encontrados en el noroeste del país. En los Upanishad (en los últimos siglos  a. C.) se menciona la metalurgia. El periodo correspondiente al Imperio mauria en la India vivió también un gran avance tecnológico, en el que tuvo una gran influencia la metalurgia. En la India se producía acero de gran calidad en fecha tan temprana como el siglo III, aunque se sospecha que el conocimiento de esa tecnología ya existía hacia el siglo IV a. C.; se empleaba el sistema conocido posteriormente en Europa como acero al crisol. Mediante este sistema, se mezclaba dentro de un crisol hierro de gran pureza, carbón y cristal, y se ponía a calentar hasta que el hierro se fundía y absorbía el carbón.

## Asia oriental
En China se han encontrado reliquias hechas de hierro fechadas en épocas correspondientes a la dinastía Zhou, en el siglo VI a. C. Se ha identificado de forma especulativa a una cultura de la Edad del Hierro, ubicada en el altiplano del Tíbet, con la cultura Zhang Zhung descrita en manuscritos tibetanos antiguos. En 1972 se extrajo de una excavación cerca de la ciudad de Gaocheng (藁城) en Shijiazhuang (hoy la provincia de Hebei), un tomahawk de bronce con filo de hierro (铁刃青铜钺), fechado en el siglo XIV a. C. Tras un examen científico, el hierro del filo resultó ser de origen meteórico.

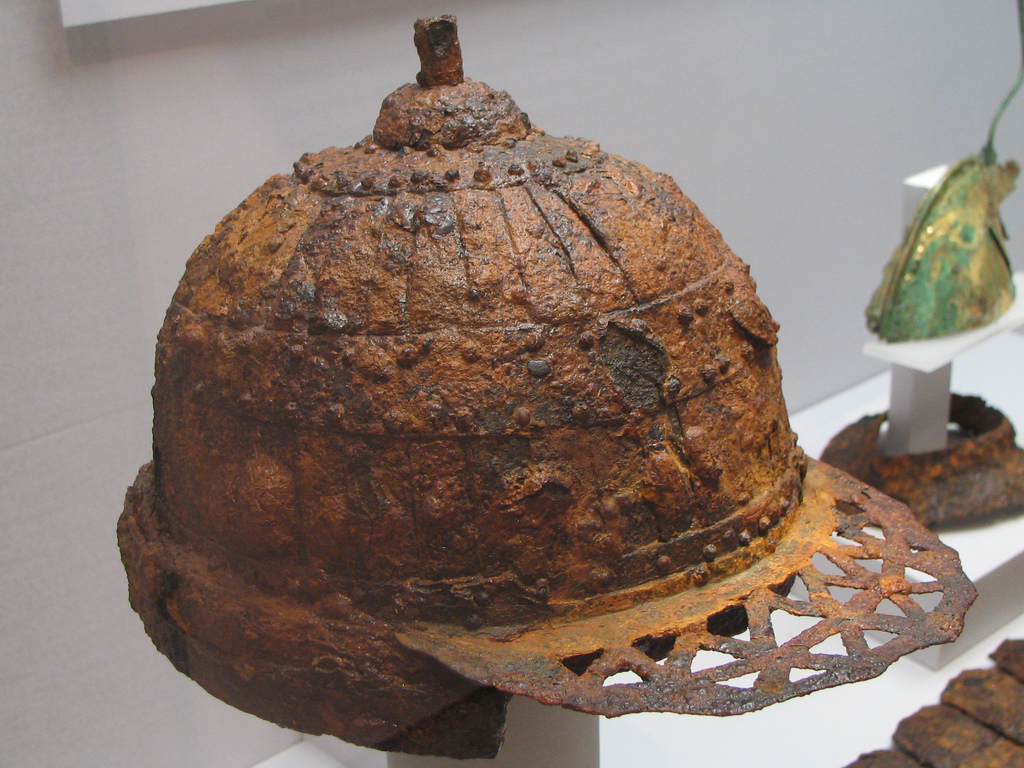
Casco de hierro de la Confederación Gaya,.

Los objetos de hierro se introdujeron en la península de Corea mediante el comercio entre clanes y sociedades a nivel estatal a través del mar Amarillo en el siglo IV a. C., justo al final del periodo de los Estados Guerreros, pero antes de que empezara la dinastía Han en el oeste.
El hierro fue introducido por primera vez en los dominios a lo largo de los valles fluviales de Corea del Norte, siguiendo aguas arriba los cauces que desembocaban en el mar Amarillo, como los de los ríos Cheongcheon y Taedong. La producción de hierro tuvo un gran auge en el siglo II a. C., y los objetos de hierro empezaron a ser usados por los granjeros del siglo I a. C. en Corea del Sur. Las hachas de hierro más antiguas encontradas en Corea del Sur aparecieron en la cuenca del río Geum. La producción regular de hierro coincide en el tiempo con la aparición y auge de los dominios de Samhan. Esos complejos dominios fueron los precursores de los primeros estados, como Silla, Baekje, Goguryeo, y la Confederación Gaya. Los lingotes de hierro eran un elemento funerario muy importante en ese periodo, ya que indicaban la riqueza y prestigio del fallecido.

## Europa
La metalurgia del hierro fue introducida en Europa probablemente desde Asia Menor hacia el siglo XI a. C., y se expandió hacia el norte y el oeste durante los siguientes 500 años. Se considera comúnmente que la Edad del Hierro en Europa finaliza con la conquista romana.

### Europa del este
La Edad del Hierro empezó en Europa oriental a principios del primer milenio a. C. En la estepa Póntico-caspia y el Cáucaso, la cultura de Koban, la cultura de Novocherkassk y la de Chernogorovka marcan la aparición de la Edad de Hierro temprana entre el siglo X a. C. y el siglo IX a. C. Hacia el 800 a. C. ya se estaba expandiendo hacia la cultura de Hallstatt a través de las migraciones tracio-cimerias.
Junto con las culturas de Chernogorovka y Novocherkassk, en el territorio de las actuales Rusia y Ucrania se asocia casi mayoritariamente la Edad del Hierro con los escitas, que la desarrollaron desde el siglo VII a. C. La mayoría de restos de su producción de hierro e industrias metalúrgicas entre los siglos V y III a. C. se encontró cerca de Níkopol (en Kamenskoe Gorodishche), en lo que se considera la región metalúrgica por excelencia de la antigua Escitia.
Desde la cultura de Hallstatt, la Edad del Hierro se desplaza hacia el oeste siguiendo la expansión celta del siglo VI a. C. En Polonia, la Edad del Hierro llega a la cultura lusaciana por esas fechas, seguida en algunas áreas por la cultura pomerania. A lo largo de los años se ha discutido de forma enconada las adscripciones étnicas de muchas culturas de la Edad del Hierro, ya que se suele considerar que la zona es cuna de los pueblos germánicos, baltos y eslavos.

### Europa central
En Europa central, la Edad del Hierro se divide generalmente en Edad del Hierro Temprana (como la de la Cultura de Hallstatt), entre el 800 a. C. y el 450 a. C., y la Edad del Hierro Tardía (como la de la Cultura de La Tène), que empezó hacia el 450 a. C. En Alemania los historiadores suelen diferenciar entre una Edad del Hierro prerromana (La Tène) y otra romana (cultura de Jastorf).

### Europa del sur y oeste

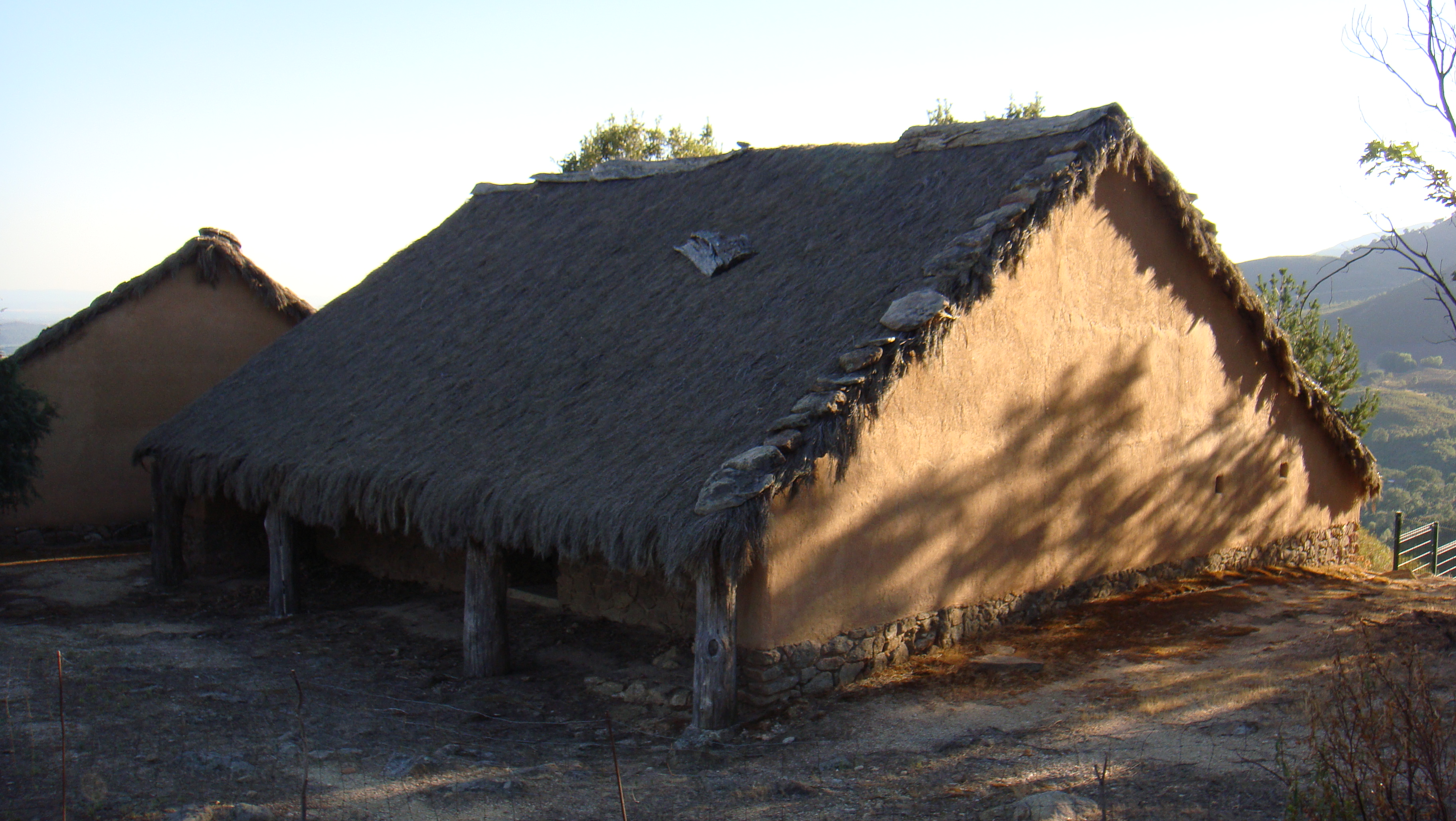
Vivienda reconstruida de la edad de hierro en el castro vetón del Raso, Candeleda, Ávila.

En la península itálica, es probable que la tecnología del hierro fuera introducida por primera vez por la cultura de Villanova, aunque esta era propiamente una cultura de la Edad del Bronce. La Edad del Hierro propiamente dicha comienza con la civilización de los etruscos, que acabó abruptamente con la conquista de su última ciudad, Volsinii, por parte de la naciente República romana en el año 265 a. C.
En la península ibérica encontramos la cultura de Tartessos, que arranca ya en torno al 1200 a. C., como así lo demuestran yacimientos como Setefilla, Carmona y La Tablada (Sevilla) o El Berrueco (Cádiz). Estos cogen el testigo de la cultura argárica, desaparecida de manera misteriosa alrededor del 1500 a. C. y que fue el primer protoEstado de la Europa occidental, sitos en una amplia zona en el sureste de la península. Los siguen cronológicamente por los iberos. La influencia de los celtas desplazados en sus migraciones desarrolló en la península una nueva cultura, los celtíberos.
Mientras en la actual Francia aparecerían los pueblos galos.
En las islas británicas, la Edad del Hierro duró desde el siglo V a. C. hasta la conquista romana, y hasta bien entrado el siglo V en las zonas no romanizadas. En ellas se encuentran también restos de clara influencia celta, lo que permite concluir unas raíces culturales comunes de origen celta en todo el oeste de Europa. Las estructuras defensivas fechadas en esa época suelen ser muy impresionantes, como los brochs del norte de Escocia y los castros que salpican el resto de las islas.

### Europa del norte

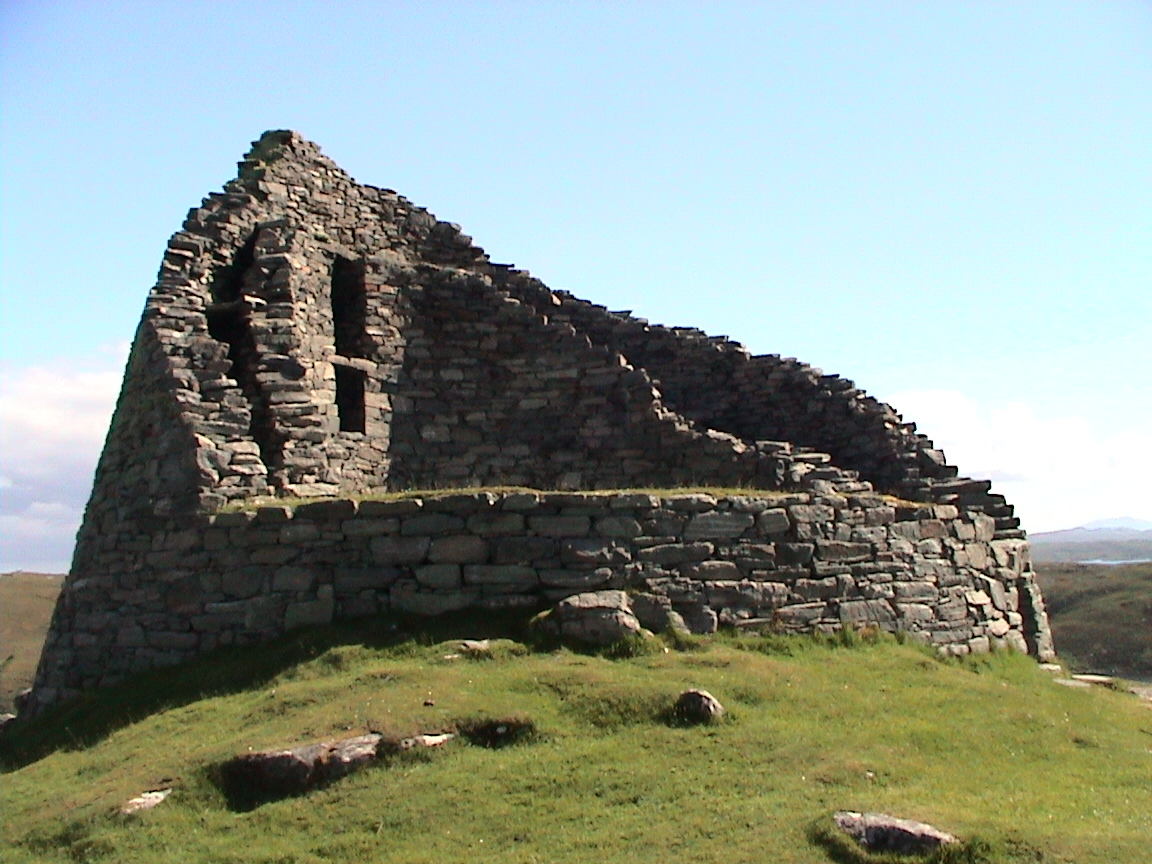
Los brochs como el de Dun Carloway (Isla de Lewis, Escocia) son construcciones de la Edad de Hierro tardía.

La Edad del Hierro se divide, según los historiadores de la zona, en una Edad del Hierro Pre-Romana y una Edad del Hierro Romana, seguida por un período de migración. El norte de Alemania y Dinamarca fueron dominados por la Cultura de Jastorf, mientras que en la zona más al sur de Escandinavia se encontraba la muy similar Edad del Hierro Gregan. Hay que tener en cuenta que, frente a otras zonas de Europa, la región escandinava no entró en la que conocemos como Edad del Hierro hasta el 500 a. C., fecha tardía en especial si la comparamos con el área mediterránea, si bien las primeras pruebas de manipulación de metales corresponden a unos trescientos años antes.
Las primeras producciones de hierro escandinavas se hacían mediante la recolección manual de mineral de hierro. La península escandinava, Finlandia y Estonia conservan restos arqueológicos correspondientes a una temprana producción de hierro a pequeña escala, aunque resulta imposible datarla con seguridad.

## África subsahariana
La cultura Nok fue la primera sociedad que refinaba hierro mediante fundición en África Occidental antes del año 1000 a. C. Luego el uso del hierro y el bronce se extendieron hacia el sur por el continente, alcanzando el extremo sur hacia el año 200 d. C.
El uso extendido del hierro revolucionó las comunidades granjeras bantúes que lo adoptaron, expulsando a las sociedades de cazadores-recolectores propias de la Edad de Piedra que fueron encontrando en su expansión para cultivar extensiones mayores de sabana. Los bantúes, tecnológicamente superiores, se expandieron por todo el sur de África y se convirtieron en el pueblo autóctono más rico y poderoso, produciendo hierro en cantidades industriales para su uso en armas y herramientas.